# Makrofyla ge-pano-karaibska
Języki ge-pano-karaibskie – makrofyla językowa etnolektów Ameryki Południowej i Środkowej.

## Klasyfikacja
- submakrofyla makro-ge-bororo
- fyla makrokaraibska
- fyla panoańska
- rodzina huarpe
- rodzina nambikuarańska
- † język taruma